# 廃墟の休日
『廃墟の休日』（はいきょのきゅうじつ）は、テレビ東京で2015年7月11日から9月26日に放送された、ロードムービードラマとドキュメンタリー（モキュメンタリー）を絡ませた紀行番組である。
廃墟に詳しいとされる謎の人物ジョン・Tに誘われた俳優が、ドキュメンタリー映画を製作するという触れ込みで、クリエイターとともに全国の廃墟を訪れる。しかし、ジョン・Tはその場には現れず、彼が俳優らにメールで指示を送り、それに沿って現場に訪れる俳優が、その廃墟を舞台に映像を制作するというストーリー仕立ての紀行番組である。

## エピソードリスト
| 回 | 放送日（テレビ東京） | タイトル                | 廃墟                                                             | 主演                  |
| -- | -------------------- | ----------------------- | ---------------------------------------------------------------- | --------------------- |
| 1  | 2015年7月11日        | 日本2大廃墟・軍艦ホテル | 摩耶観光ホテル（兵庫県）                                         | 安田顕/野口照夫       |
| 2  | 2015年7月24日        | 日本2大廃墟・廃墟の王様 | 軍艦島（長崎県）                                                 | 安田顕/野口照夫       |
| 3  | 2015年7月31日        | 廃墟の記憶              | 中ノ島（長崎県・軍艦島）                                         | 安田顕/野口照夫       |
| 4  | 2015年8月1日         | 爆発の生き残り          | バナーマン城（アメリカ合衆国・ニューヨーク州）                   | 田辺誠一/スミマサノリ |
| 5  | 2015年8月8日         | 天空のホテル            | オーバールックマウンテンハウス（アメリカ合衆国・ニューヨーク州） | 田辺誠一/スミマサノリ |
| 6  | 2015年8月15日        | 巨大廃墟群              | バッファロー巨大廃墟群（アメリカ合衆国・ニューヨーク州）         | 田辺誠一/スミマサノリ |
| 7  | 2015年8月22日        | 巨大な駅                | バッファローセントラル駅（アメリカ合衆国・ニューヨーク州）       | 田辺誠一/スミマサノリ |
| 8  | 2015年8月29日        | 世界一の工場            | スクラントン・レース工場（アメリカ合衆国・ニューヨーク州）       | 田辺誠一/スミマサノリ |
| 9  | 2015年9月5日         | えいがのなごり          | ランズダウン劇場（アメリカ合衆国・ニューヨーク州）               | 田辺誠一/スミマサノリ |
| 10 | 2015年9月12日        | 地下                    | 大谷石採掘場（栃木県）                                           | 生瀬勝久/吉田照幸     |
| 11 | 2015年9月19日        | コンクリの神殿          | 尾去沢鉱山（秋田県）                                             | 生瀬勝久/吉田照幸     |
| 12 | 2015年9月26日        | 夢を見る                | 化女沼レジャーランド（宮城県）                                   | 生瀬勝久/吉田照幸     |

## ネット局
| 放送対象地域 | 放送局                | 系列           | 放送曜日・時間               | 放送期間                  | 備考       |
| ------------ | --------------------- | -------------- | ---------------------------- | ------------------------- | ---------- |
| 関東広域圏   | テレビ東京（TX）      | テレビ東京系列 | 土曜 0:52 - 1:23（金曜深夜） | 2015年7月11日 - 9月26日   | 制作局     |
| 北海道       | テレビ北海道（TVh）   | テレビ東京系列 | 土曜 0:52 - 1:23（金曜深夜） | 2015年7月11日 - 9月26日   | 同時ネット |
| 大阪府       | テレビ大阪（TVO）     | テレビ東京系列 | 土曜 0:52 - 1:23（金曜深夜） | 2015年7月11日 - 9月26日   | 同時ネット |
| 福岡県       | TVQ九州放送（TVQ）    | テレビ東京系列 | 土曜 0:52 - 1:23（金曜深夜） | 2015年7月11日 - 9月26日   | 同時ネット |
| 和歌山県     | テレビ和歌山（WTV）   | 独立局         | 土曜 23:30 - 翌0:00          | 2015年8月1日 - 10月17日   |            |
| 熊本県       | テレビ熊本（TKU）     | フジテレビ系列 | 金曜 2:15 - 2:45（木曜深夜） | 2015年9月25日 - 12月18日  |            |
| 日本全国     | BSジャパン（BS-J）    | テレビ東京系列 | 金曜 23:30 - 翌0:00          | 2015年10月2日 - 12月18日  | BS衛星放送 |
| 愛知県       | テレビ愛知（TVA）     | テレビ東京系列 | 日曜 11:25 - 11:55           | 2015年10月4日 - 12月20日  |            |
| 福島県       | 福島中央テレビ（FCT） | 日本テレビ系列 | 水曜 1:29 - 1:59（火曜深夜） | 2015年10月7日 - 12月23日  |            |
| 奈良県       | 奈良テレビ（TVN）     | 独立局         | 木曜 1:00 - 1:30（水曜深夜） | 2015年10月15日 - 12月31日 |            |
| 三重県       | 三重テレビ（MTV）     | 独立局         | 不定期                       | 2016年2月28日 -           |            |
| 石川県       | 北陸放送（MRO）       | TBS系列        | 土曜 5:47 - 6:15             | 2017年4月15日 -           |            |